# Ocyphaps lophotes
La paloma bronce crestada, paloma bronceada crestada o paloma crestada (Ocyphaps lophotes)
 es una especie de ave columbiforme de la familia Columbidae encontrada en toda la parte continental de Australia a excepción de las zonas tropicales más septentrionales. Es el único miembro del género Ocyphaps.